# Carl Christian Andersen (maler)
 Der er flere personer med dette navn, se Carl Christian Andersen (fagforeningsmand).
Carl Christian Andersen (født 7. november 1849 i København, død 2. august 1906 i Hellerup) var en dansk maler og konservator.
Andersen var søn af vægter Niels Andersen og dennes hustru Ane Kirstine. De kunstneriske anlæg, han tidlig viste, skaffede ham velyndere, der sørgede for hans uddannelse. 1871 var hans første udstillingsår og fra 1882-83 foretog han en større rejse til Italien, Spanien og Tunis. Hans hustru Elisabeth, født Wienberg, var en datter af murermester Christian Peder Wienberg (1819-1901) og søster til arkitekt Georg E.W. Møllers hustru.
Carl Christian Andersen har malet genrebilleder, arkitekturbilleder, portrætter og historiske billeder. Med særlig interesse har han beskæftiget sig med sådanne figurbilleder, hvor en interessant, arkitektonisk baggrund spiller en væsentlig rolle. Et af hans smukkeste billeder af denne art er det i 1881 udstillede christianshavnske Værelse med Figurer.
Andersen begyndte i 1894 udgivelsen af Danske malede Portrætter, i alt 12/(10) bind, sammen med E.F.S. Lund, inden sygdom ramte ham og nedsatte hans arbejdsevne.

| - Værker af Carl Christian Andersen - Ole Vind prædiker for Christian IV, maleriet hænger i Frederiksborg Slot. - På slottet, 1875 - Fra Den Kongelige Malerisamling på Christiansborg Slot, 1882, Statens Museum for Kunst - Det gamle København slot ved nattetide |

## Reference
1. ↑  Kunstindeks Danmark & Weilbachs kunstnerleksikon

## Ekstern henvisning
- Carl Christian Andersen på Kunstindeks Danmark/Weilbachs Kunstnerleksikon

- Wikimedia Commons har flere filer relateret til Carl Christian Andersen (maler)